# Frackstövslända
Frackstövslända (Caecilius fuscopterus) är en insektsart som först beskrevs av Pierre André Latreille 1799.  Frackstövslända ingår i släktet Caecilius, och familjen fransvingestövsländor. Arten är reproducerande i Sverige.